# Зотова, Ольга Ивановна
Ольга Ивановна Зотова (род. 13 января 1968 года, Владивосток, РСФСР, СССР) — российский искусствовед, член-корреспондент РАХ (2022).

## Биография
Родилась 13 января 1968 года во Владивостоке, где живёт и работает.
В 1989 году — окончила факультет журналистики Дальневосточного государственного университета.
В 2003 году — окончила факультет теории и истории искусства Санкт-Петербургского академического института живописи, скульптуры и архитектуры имени И. Е. Репина.
С 2004 по 2008 и с 2014 по 2020 годы — ответственный секретарь Приморского отделения Союза художников России.
В 2008 году — защитила кандидатскую диссертацию, тема: «Портретная живопись Приморского края 1960 — 80-х годов».
С 2008 по 2009 годы — начальник управления культуры администрации Владивостока.
С 2009 по 2020 годы — доцент Школы гуманитарных наук Дальневосточного федерального университета.
С 2020 года — старший научный сотрудник Музея истории Дальнего Востока имени В. К. Арсеньева, специализация: Изобразительное искусство Дальнего Востока России ХХ-ХХI вв., современное искусство стран Азиатско-Тихоокеанского региона.
В 2018 году — избрана почётным членом, а в 2022 году — членом-корреспондентом Российской академии художеств.

## Награды
- 2008 — памятный знак «70 лет Приморскому краю» губернатора Приморского края «За активное участие в деле развития и укрепление экономического, социального, оборонного, научного и культурного потенциала Приморья»
- 2011 — благодарность Оксфордского российского фонда за экспертную работу в 4-й Всероссийской молодёжной научно-практической конференции «Россия — 21 век»
- 2013 — благодарность главы г. Владивостока за активное участие в подготовке выставки-конкурса художественных работ учащихся школ искусств г. Владивостока «Мир науки — мир познания и творчества» в рамках Всероссийского фестиваля науки
- 2013 — золотая медаль Союза художников России «Духовность. Традиции. Мастерство»
- 2015 — памятный знак «70 лет Победы» за организацию арт-проекта «Великая Победа»
- 2015 — памятный знак «155 Владивостоку»
- 2015 — благодарность Российской академии художеств
- 2016 — диплом Союза художников России
- 2017 — благодарность Губернатора Приморского края
- 2017 — благодарность Законодательного собрания Приморского края